# شذا
شذا أو شظا (الاسم العلمي: Coptosperma)، جنس نباتات مُزهرة من فيصلة الفوية. تحتوي على 19 نوعًا متوطنًا في إفريقيا وشبه الجزيرة العربية وجزر مختلفة في المحيط الهندي (مدغشقر وجزر القمر وموريشيوس وريونيون وغيرها).

## الأنواع
- Coptosperma bernierianum (هنري ارنست بيون) De Block
- Coptosperma borbonicum (Hend.& Andr.Hend.) De Block
- Coptosperma cymosum (كارل لودفيغ فيلدينوف ex يوزف أوغست شولتس) De Block
- Coptosperma graveolens (سبنسر لي مارشنت مور) Degreef
  - Coptosperma graveolens subsp. arabicum (Cufod.) Degreef
  - Coptosperma graveolens subsp. graveolens
  - Coptosperma graveolens var. impolitum (Bridson) Degreef
- Coptosperma humblotii (إيمانويل دريك دل كاستيلو) De Block
- Coptosperma kibuwae (Bridson) Degreef
- Coptosperma littorale (وليام فيليب هيرن) Degreef
- Coptosperma madagascariensis (هنري ارنست بيون) De Block
- Coptosperma mitochondrioides Mouly & De Block
- Coptosperma neurophyllum (سبنسر لي مارشنت مور) Degreef
- Coptosperma nigrescens جوزيف دالتون هوكر
- Coptosperma pachyphyllum (جون غيلبرت بيكر) De Block
- Coptosperma peteri (Bridson) Degreef
- Coptosperma rhodesiacum (Bremek.) Degreef
- Coptosperma sessiliflorum De Block
- Coptosperma somaliense Degreef
- Coptosperma supra-axillare (وليام بوتينغ همسلي) Degreef
- Coptosperma wajirense (Bridson) Degreef
- Coptosperma zygoon (Bridson) Degreef

## روابط خارجية
- Coptosperma in the World Checklist of Rubiaceae